# Gastronomía de la provincia de Tarragona

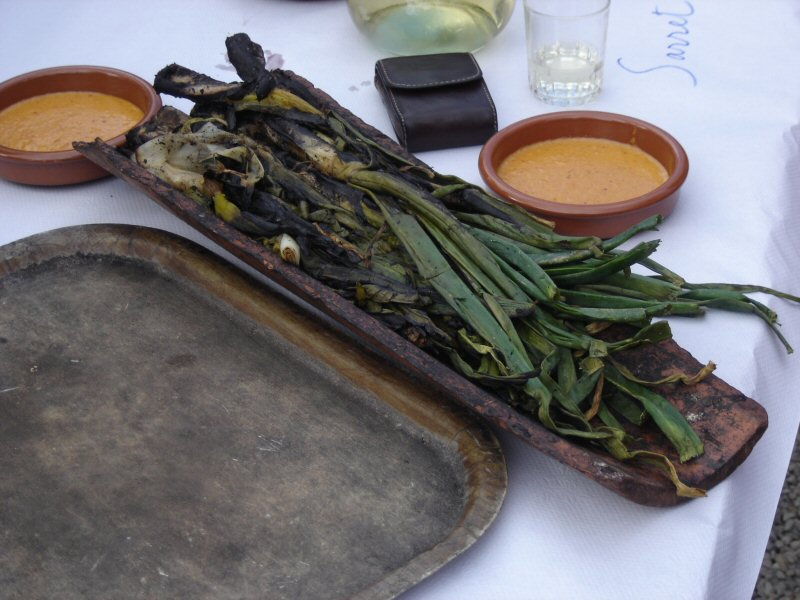
Los Calçots (cebolletas tiernas) de Valls acompañadas con su salsa romesco.

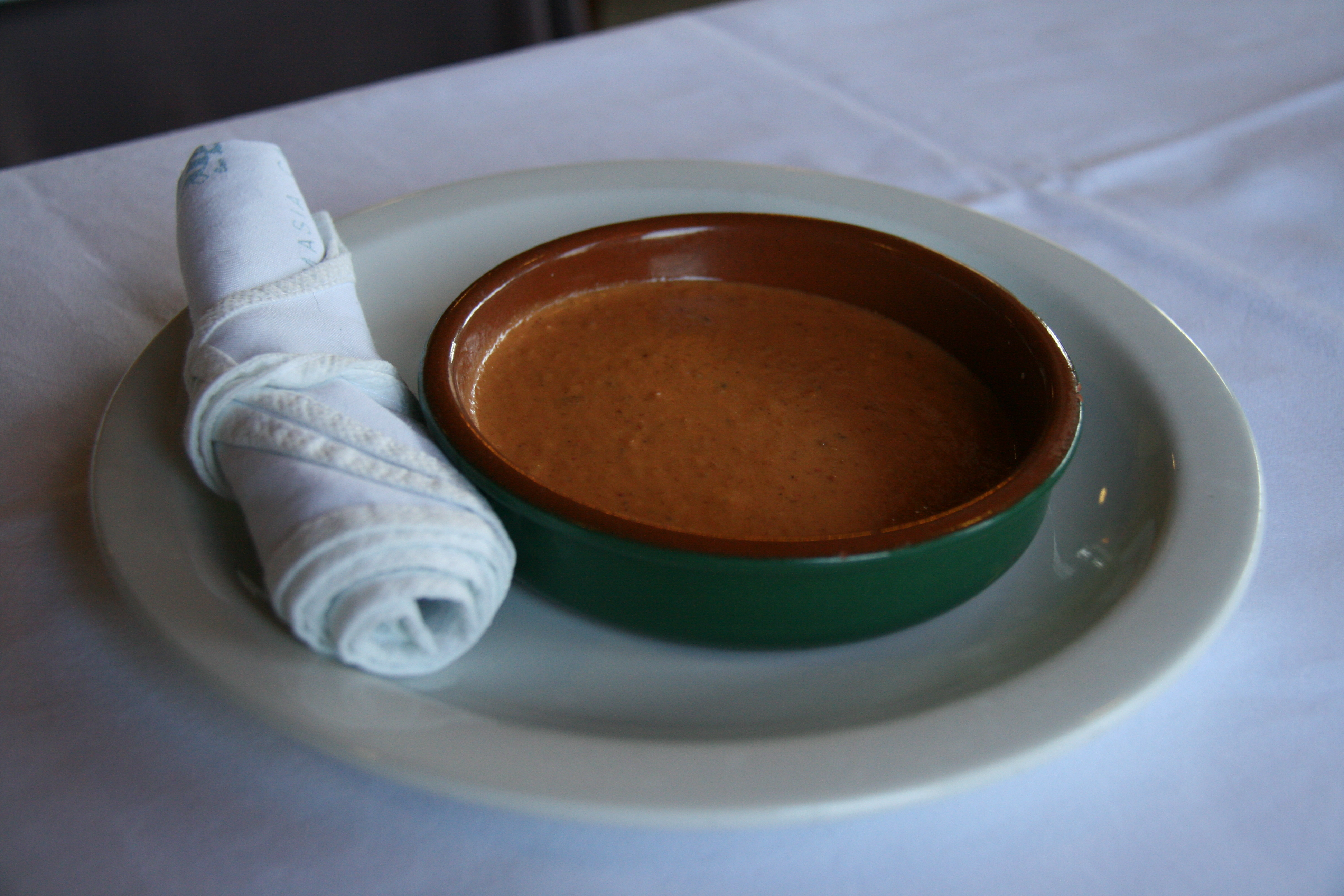
Salsa romesco

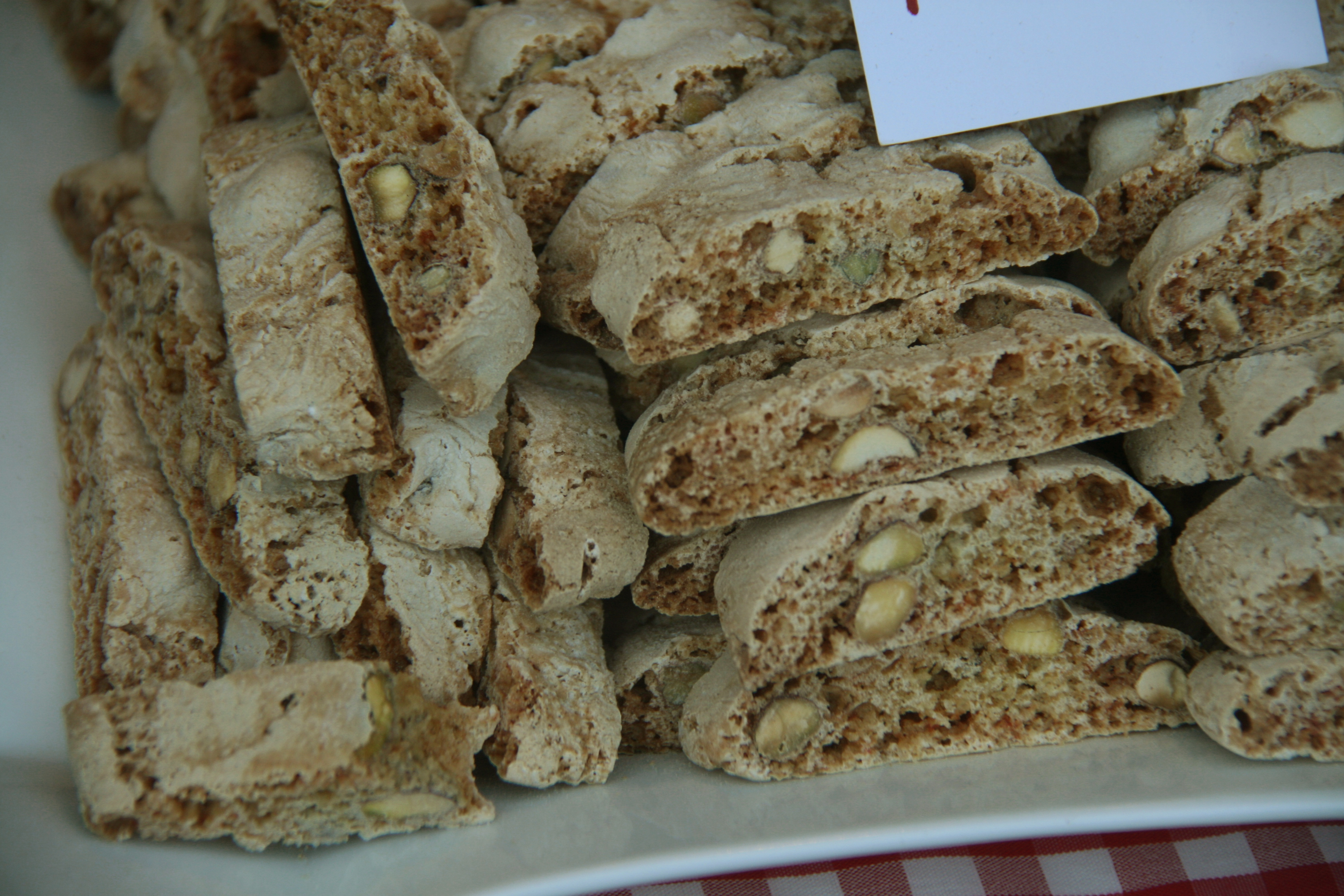
Los carquinyolis

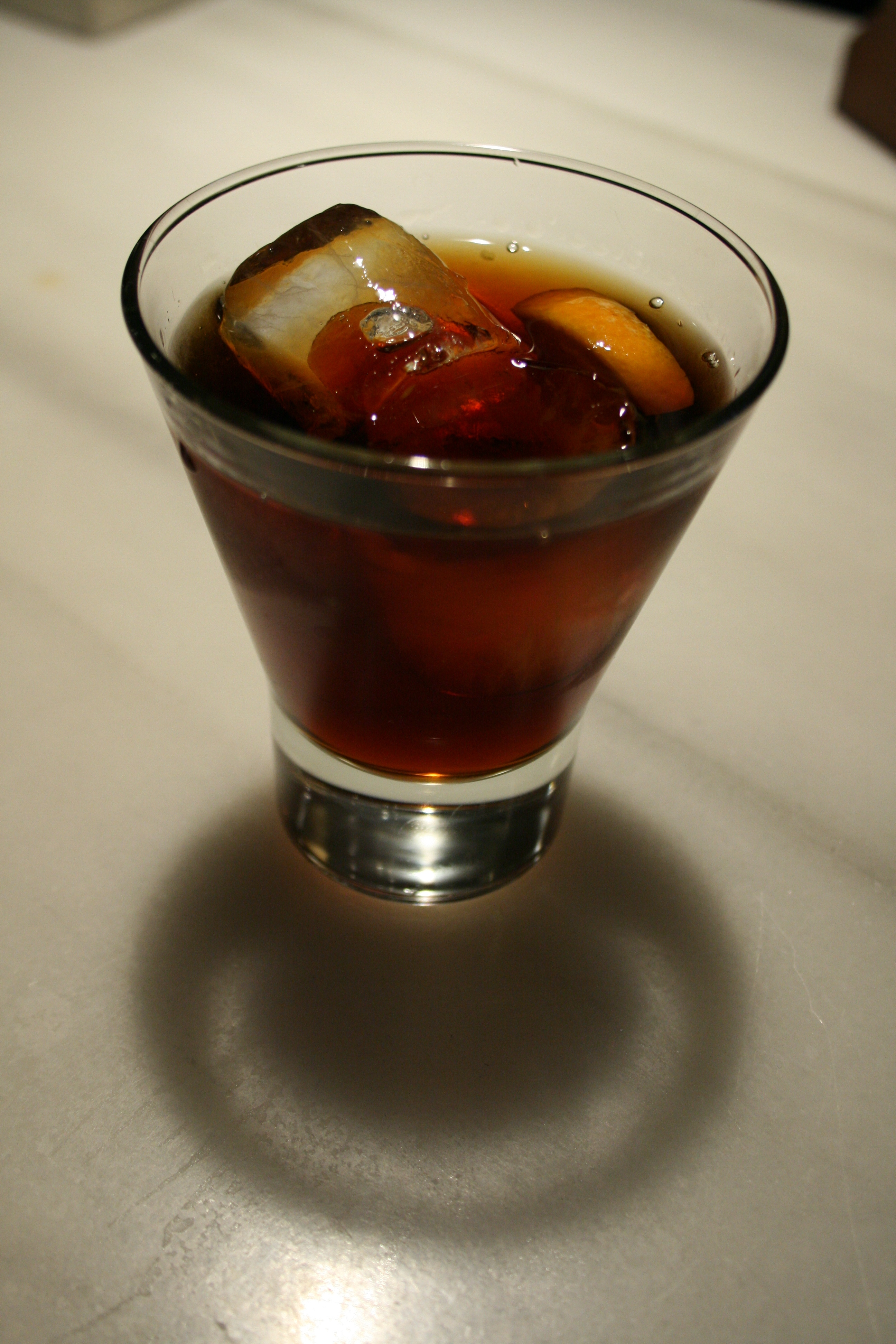
El vermut típico de la provincia

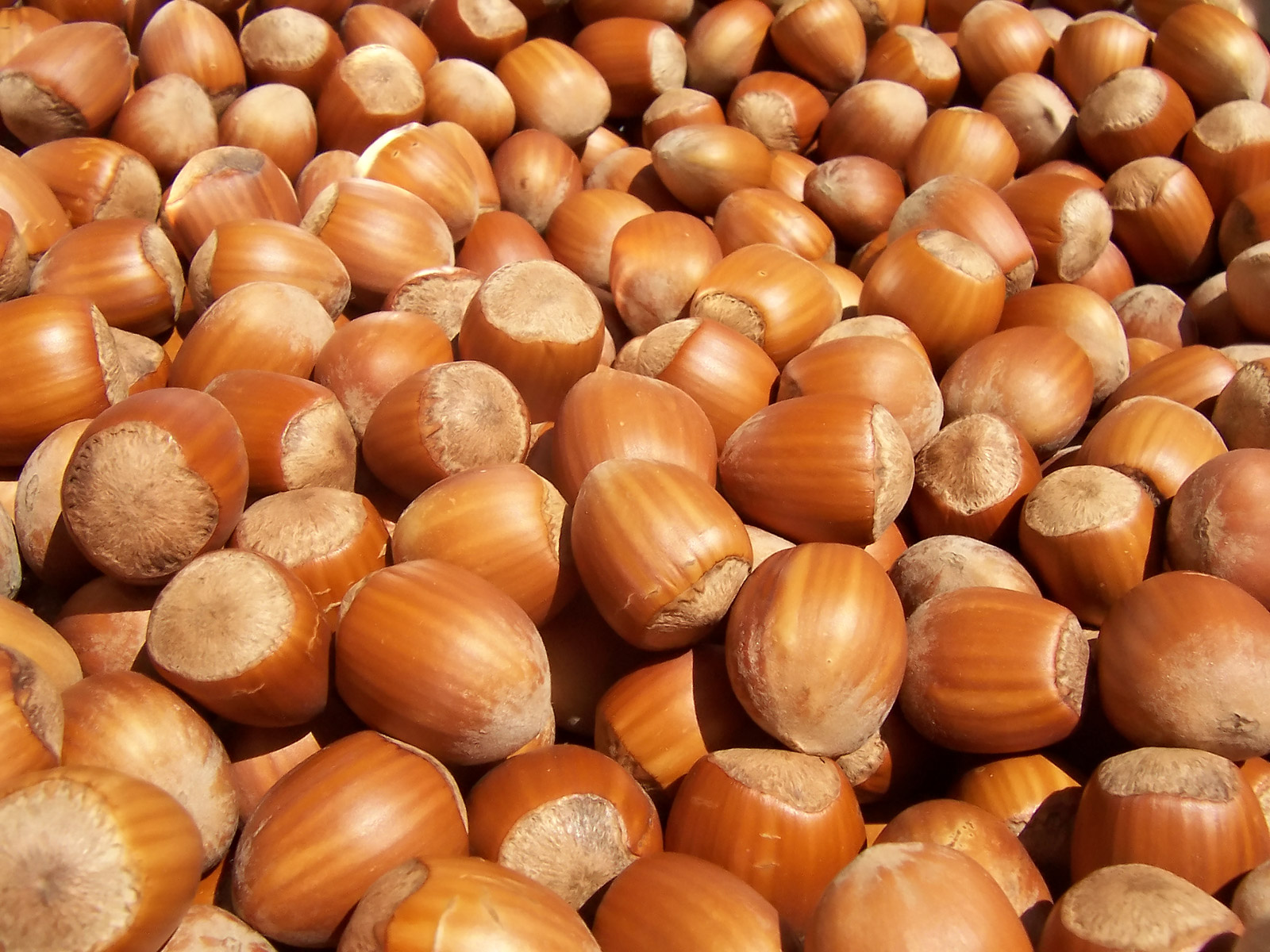
Avellanas de Reus

Gastronomía de la provincia de Tarragona es el conjunto de platos y costumbres culinarias de la provincia de Tarragona (Cataluña). Se trata de una provincia que posee una cordillera litoral en la sierra de Montsant (cordillera Ibérica) y es cruzada por el río Ebro. Provincia de carne tales como el Cordero, sobre todo su casqueria y pescado, acompañado siempre de la salsa típica de la cocina tarraconense, el romesco. Salsa que acompaña a las parrilladas de sus diversos ingredientes de la zona. Son muy importantes las calçotadas (cuya época ideal es primavera).
Es provincia de producción de vinos con diversas denominaciones de origen: Montsant, Conca de Barberà, Terra Alta, Penedés, Priorato y Tarragona. Cabe mencionar el vermut de Reus, conocido en toda la península ibérica. 

## Historia
El Imperio romano fijó uno de sus puertos del Mediterráneo en la ciudad Tarraco (actual Tarragona) como la capital de la provincia tarraconense. La irrupción de la filoxera en los viñedos tarraconenses a finales del siglo XIX provocó un movimiento de diversas cooperativas para hacer frente a la plaga.

## Ingredientes
La provincia posee ubicaciones geográficas que configuran unos ingredientes. A ello se añade la personalidad histórica y cultural: como puerto del Mediterráneo, una parte importante de su riqueza viene del mar, que se conjuga con la rica agricultura. 

### Verdura y frutas
La verdura tarraconense por excelecia es el calçot (una especie de cebolleta tierna) que participa en las calçotadas de muchos lugares de Tarragona y de Cataluña. Las calçotadas más conocidas son las acaecidas en el municipio tarraconense de Valls. Estas cebolletas se suelen elaborar a la brasa y posteriormente ser servidas con salsas ligeramente picantes la salvitxada, que es una variante del romesco. Entre los platos de arroz se tiene como popular el arroz negro (arrós negre de sipions) típico de Cambrils, el típico arrossejat (arroz tostado con caldo de pescados). 
Entre las patatas existe la denominación Patata de Prades. La avellana de Reus (concentra el 95 % del comercio de avellanas de la península)., dicha avellana logra la D.O. Avellana de Reus que fue reconocida en 1997. La presentación de la avellana en el mercado es variada: con cáscara, con grano entero —también conocida como avellana descascarillada o avellana en grano—, y tostada. En la región del Priorato es conocida por su aceite de oliva virgen con Denominación de origen protegida Siurana.

### Carnes
Entre la producción ganadera en la provincia se tiene la de porcino en la que se tienen los productos de su matanza. Entre los cocidos (las denominadas escudellas) se tiene el identificativo xarró tarragoní que es una de las escudellas más renombradas dentro de la cocina catalana. Suele haber una celebración específica para la xarró, titulada la diada gastronòmica del Xarró tarragoní, que ocurre el 15 de febrero, consistente en una gran escudella.

### Pescados y mariscos

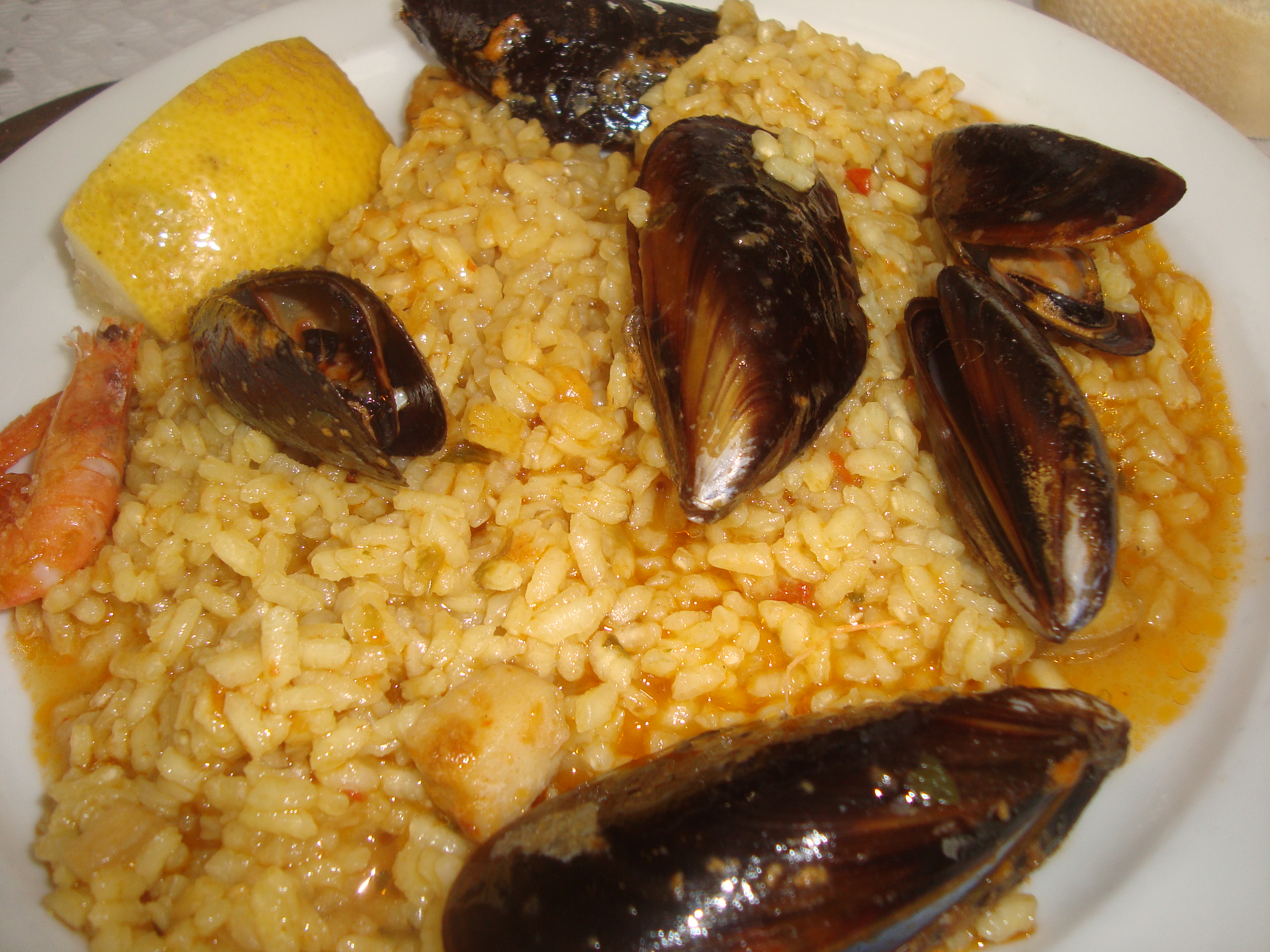
Arroz con caldo de pescado y marisco cocinado a la cazuela (delta del Ebro)

Los pescados son populares en toda la zona costera de la provincia, en concreto en los puertos del Serrallo (barrio de pescadores de la ciudad de Tarragona) y Cambrils. En Tarragona el marisco y pescado azul son reconocidos por la 'Denominación de Origen de Pez Azul de Tarragona. Algunos de los guisos con pescados son: el patacó un guiso de atún y patatas, el bull de tonyina es un guiso elaborado con las tripas del atún en salazón, Son populares los platos de caracol, entre ellos cabe destacar los cargols llepats, en la ciudad de Tarragona es la cassola de romesco, de la cual cada dos años se hace un concurso durante la festividad de Santa Tecla (23 de septiembre).
Entre los mariscos cabe destacar los langostinos de San Carlos de la Rápita. Al igual que otras cocinas del levante español se tienen preparaciones culinarias con anguilas secas como son la anguila xapada típica del delta del Ebro los grogillos de diversos pescados, la espineta amb cargolins (similar al patacó).

## Repostería

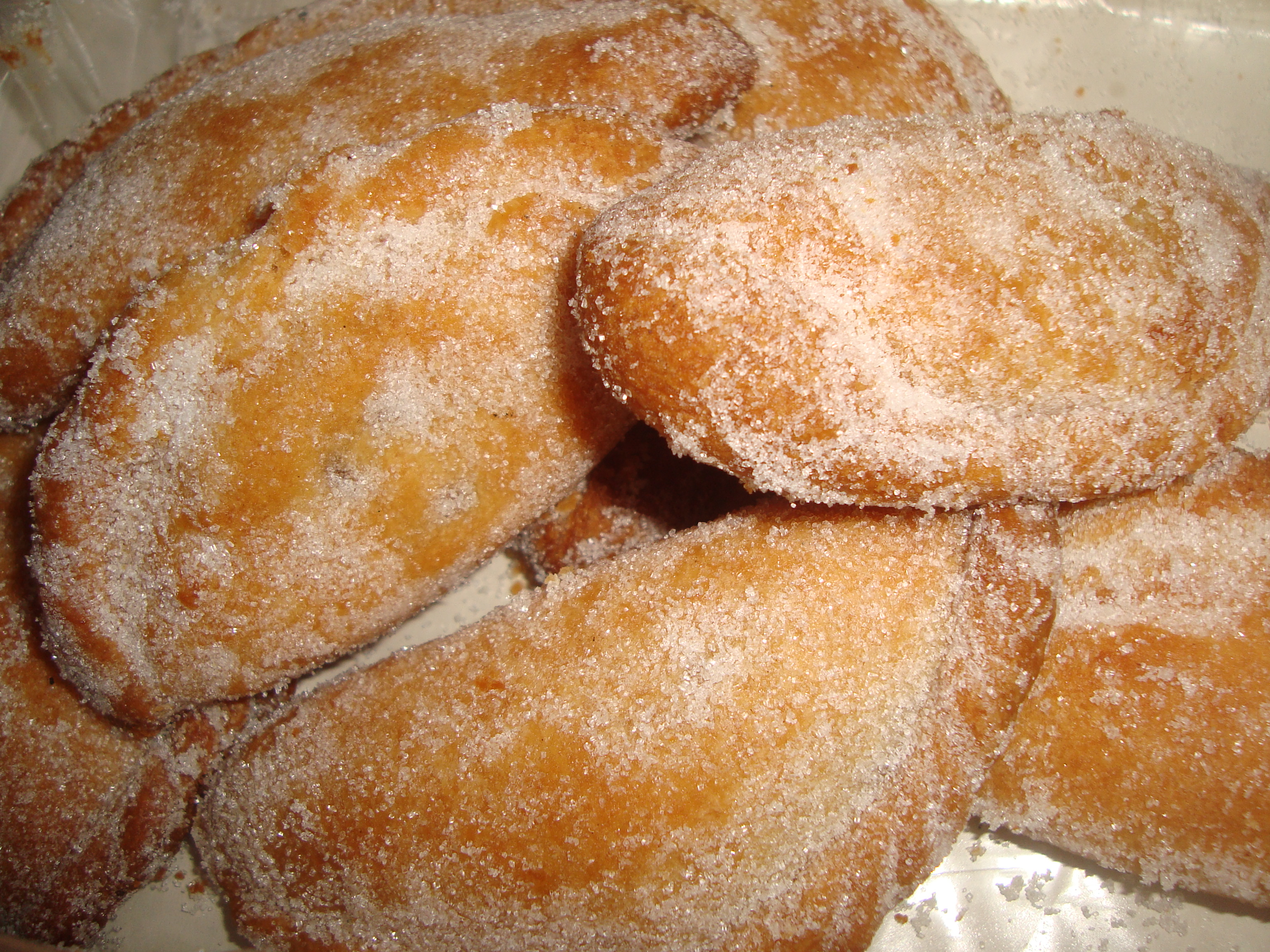
Pastissets de Tortosa

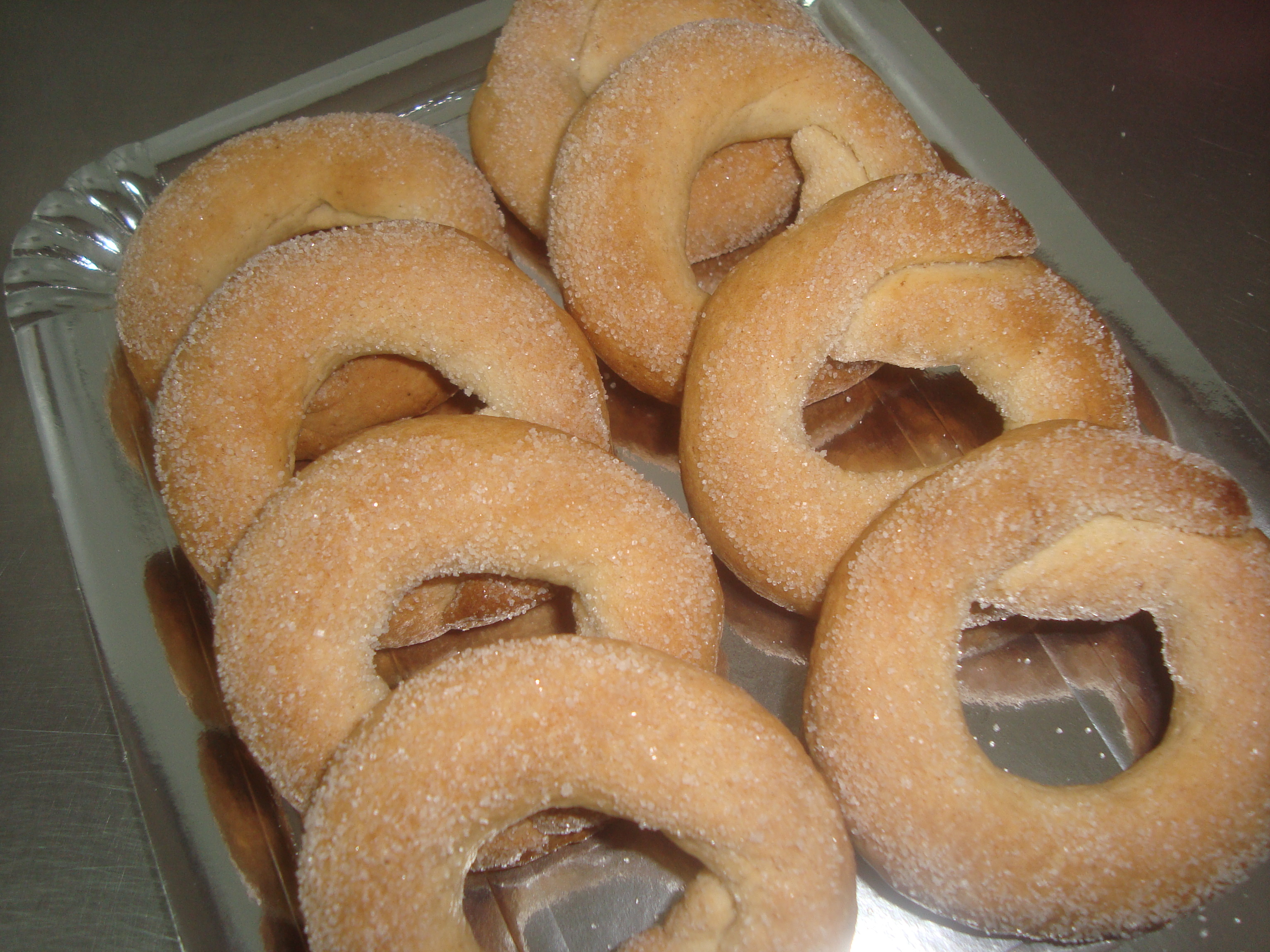
Rollets de Deltebre.

El Manjar blanco (menjar blanc) de Reus es una de las preparaciones más emblemáticas de la repostería tarraconense, consiste en una especie de crema de almendras. Algunos frutos secos como la avellana son muy populares. Aunque cabe mencionar igualmente los pastissets de Tortosa (generalmente rellenos de cabello de ángel), los bufats de Vendrell, los bunyols, las croquetas de María y roscones de Pascua. En el Campo de Tarragona se tiene la Cuenca de Barberá y la conca de l Gayá.

## Bebidas
Una de las bebidas típicas de la provincia de Tarragona es el vermut (generalmente en Reus), una de las empresas que lo comercializa en toda España es Yzaguirre (fundada en 1884 con el nombre de Yzaguirre i Simó de Reus). Otra marca Vermuts Miró fundada en 1957 es popular en Reus. Es tradicional el consumo de plim, que es la marca comercial de una bebida refrescante sabor a plátano. Mezclado con el vermut de Reus, se crea el "Masclet" (bebida típica de la fiesta mayor de Reus). La almendrina que consiste en una leche de almendra, que se puede utilizar como edulcorante, bebida caliente o bebida fría. La "mamadeta" es la bebida típica de Tarragona.

### Vino
El vino del Priorato es denominada oficialmente como una denominación de Origen Calificada Priorato' (en catalán, Denominació d'Origen Qualificada Priorat). En esta denominación predomina el vino tinto elaborado con uva cariñena, que es la clave de sus vinos actuales. Se usa también garnacha tinta y peluda. En menor medida se usan las uvas cabernet sauvignon, merlot y syrah. Produce vino de color granate, aroma muy intenso, alto grado de alcohol y sabor denso y rico, carnoso, rotundo. El vino blanco que se produce utiliza garnacha blanca, macabeo y pedro ximénez. También se hace vino rosado, con garnacha tinta, y vino generoso. 
Otra Cuenca de Barberá (Denominación de Origen Conca de Barberá) donde las uvas son las blancas macabeo y parellada y la tinta autóctona trepat. Produce sobre todo vino blanco, aunque también lo hay rosado, tinto y espumoso. Sus vinos son frescos, de graduación alcohólica moderada, ligeros y de aroma afrutado.
Los vinos de Tarragona (Denominación de Origen Tarragona) que produce vinos diversos, predominando el blanco que se hace con parellada, macabeo, charelo y garnacha blanca. Alcanza una graduación moderada, aroma frutal y un cuerpo marcado y agradable. La subdenominación Campo de Tarragona se centra en la producción de este tipo de vino. En menor medida, hace vino tinto y rosado.